# HMS Leander (75)
Pour les autres navires du même nom, voir HMS Leander.
Le HMS Leander (pennant number 75) est un croiseur léger ayant servi dans la Royal Navy et dans la Royal New Zealand Navy. Il sert pendant la Seconde Guerre mondiale sous les couleurs de la marine néo-zélandaise. Il s'agit du premier navire de sa classe à laquelle il a donné son nom : classe Leander.

## Histoire du service

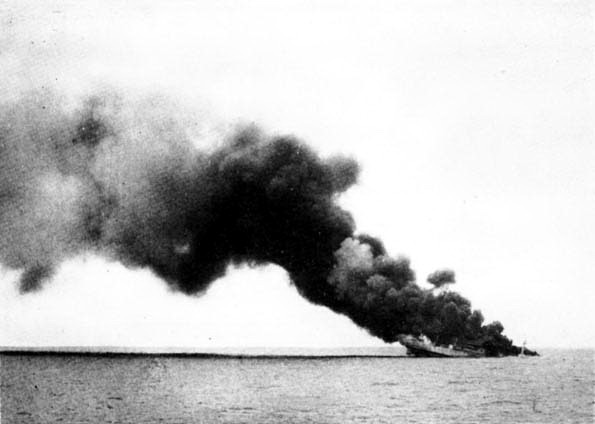
Le Ramb I en train de sombrer

Le HMS Leander est lancé le 24 septembre 1931 aux chantiers navals de Devonport. Il entre en service pour le compte de la Royal Navy 24 mars 1933. Avec le HMS Achilles, il est transféré dans la division néo-zélandaise de la Royal Navy, le 30 avril 1937 pour le HMS Leander. En 1941, cette division néo-zélandaise devient la Royal New Zealand Navy. En 1941, il devient donc le HMNZS Leander (HMNZS pour His Majesty's New Zealand Ship).
Au début du conflit, le HMNZS Leander sert d'abord dans les océans Pacifique et Indien. Le 27 février 1941, il coule le navire marchand armé italien Ramb I près des Maldives, sauvant 113 membres de l'équipage. Le 23 mars 1941, il intercepte et capture le navire français (Régime de Vichy) Charles L.D. dans l'océan Indien, entre Maurice et Madagascar. Le 14 avril, le Leander est déployé pour appuyer les opérations militaires dans le golfe Persique. Le 18 avril, il rejoint le porte-avions HMS Hermes et le croiseur léger HMS Emerald. Le 22 avril, il est libéré de ses tâches de soutien dans le Golfe persique et prend part à la recherche du croiseur auxiliaire allemand Pinguin.
En juin 1941, le Leander est transféré à la flotte de Méditerranée et est actif contre les Français de Vichy pendant la campagne en Syrie-Liban. Après avoir servi dans la Méditerranée, le Leander retourne dans l'océan Pacifique en 1943.
Le 13 juillet 1943, le HMNZS Leander fait partie d'une petite flotte sous les ordres de l'amiral Walden Lee Ainsworth. Elle est composée de trois croiseurs légers : le HMNZS Leander, le USS Honolulu et le USS St. Louis ainsi que de six destroyers. À 1 h 0 les navires alliés établissent un contact radar avec le croiseur japonais Jintsu près de Kolombangara aux îles Salomon. S'ensuit la bataille de Kolombangara ; le Jintsu coule, mais les trois croiseurs alliés sont touchés par des torpilles et gravement endommagés. Le HMNZS Leander est tellement endommagé qu'il ne sera pas réparé avant la fin du conflit. Il est d'abord réparé à Auckland puis une refonte complète est réalisée à Boston.
Il est rendu à la Royal Navy le 27 août 1945. En 1946, il est impliqué dans l'incident du détroit de Corfou. Le navire est retiré du service en 1949 et démoli l'année suivante.